# Johann Friedrich Dübner
Johann Friedrich Dübner est un philologue, né en Saxe-Gotha le 20 décembre 1802 et mort le 13 octobre 1867. Il est d’abord professeur à Gotha et vient dès 1832 se fixer à Paris, où il prend une part active à tous les grands travaux de la librairie Firmin Didot (Thesaurus linguæ græcæ, Collection grecque-latine).

## Œuvres
Il a donné de bonnes éditions d’auteurs classiques, parmi lesquelles on distingue les Œuvres morales de Plutarque, les Scholies d’Aristophane, Saint Jean Chrysostome, l’Anthologie, Jules César, etc., ainsi qu’une Grammaire élémentaire de la langue grecque (1855).

## Source
Cet article comprend des extraits du Dictionnaire Bouillet. Il est possible de supprimer cette indication, si le texte reflète le savoir actuel sur ce thème, si les sources sont citées, s'il satisfait aux exigences linguistiques actuelles et s'il ne contient pas de propos qui vont à l'encontre des règles de neutralité de Wikipédia.